# Сепаратизм в США
Сепарати́зм в США — политическое явление, связанное непосредственно с появлением США как независимого государства, провозгласившего независимость от Британской империи. На протяжении истории США постоянно ведутся дискуссии о праве на сепаратизм, поскольку подобные посылы прописаны в основополагающем документе США — в Декларации Независимости. Именно стремление к сепаратизму стало причиной Гражданской войны в США 1861—1865 гг.
В настоящее время официальная позиция Верховного суда США состоит в том, что сепаратизм является антиконституционным явлением, в то время как народ США сохраняет право на революцию, в ходе которой может потребовать независимость на условиях мирного договора. Своим зависимым территориям (Палау, Маршалловы острова, Микронезия) Соединённые Штаты предоставили независимость после волеизъявления населения этих территорий.

## Список активных сепаратистских движений США

Территории, на которые претендует ряд сепаратистских движений в Северной Америке

- Аляска

- - Политическая партия: Партия независимости Аляски[3]
  - Предложенное государство: Республика Аляска
- Калифорния
- Поддерживающая группа: Yes California
- Предложенное государство: Республика Калифорния
- Лакота
  - Поддерживающая группа: Lakotah Oyate
  - Предложенное государство: Республика Лакота
- Нью-Йорк
  - Поддерживающая группа: Black Lives Matter, Peter Vallone, Free City of Tri-Insula
  - Предложенное государство: Автономная зона Капитолийского холма
- Штат Нью-Йорк
  - Поддерживающая группа: Joseph Sawiki (Western Long Island), Randy Kuhl (Upstate)
  - Предложенное государство: Независимый Лонг-Айленд
- Побережье северо-запада США и Британская Колумбия
  - Предложенное государство: Республика Каскадия
  - Поддерживающая группа: Cascadia
- Юг США
  - Поддерживающая группа: Лига Юга, Raza Unida Party, Voz de Aztlan
  - Предложенное государство: Конфедеративные Штаты Америки
- Пуэрто-Рико
  - Поддерживающая группа: Партия независимости Пуэрто-Рико, Националистическая партия Пуэрто-Рико
- Южная Каролина
  - Предложенное государство: Республика Южная Каролина
- Техас
  - Предложенное государство: Республика Техас
  - Поддерживающая группа: Республика Техас
  - Боевая группа: Республика Техас (движение)
- Вермонт
  - Предложенное государство: Вторая республика Вермонт
  - Поддерживающая группа: Вторая республика Вермонт
- Республика Новая Африка (Южные Штаты)
  - Предложенное государство: Республика Новая Африка
  - Поддерживающая группа: Партия чёрных пантер
- Гавайи
  - Предложенное государство: Республика Гавайи
  - Поддерживающая группа: Движение за независимость Гавайских островов